# Evolution (2021)
Evolution ist ein Filmdrama von Kornél Mundruczó, das im Juli 2021 bei den Internationalen Filmfestspielen von Cannes seine Premiere feierte, wo der Film in der Sektion Cannes Première gezeigt wurde.

## Handlung
„Éva“

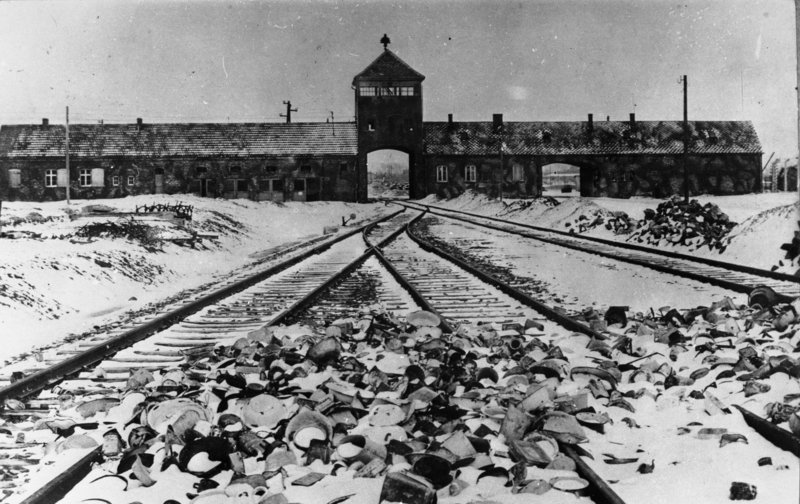
Éva wird bei der Befreiung des Konzentrationslagers Auschwitz entdeckt

Bei der Befreiung des Konzentrationslagers Auschwitz durch die Truppen der Roten Armee im Januar 1945 finden Männer beim Reinigen einer Gaskammer ein kleines Mädchen. Die Kleine ist Jüdin, heißt Éva und hat die Tragödie auf wundersame Weise überlebt.
„Léna“
Einige Jahrzehnte nach der Befreiung des Lagers und dem Ende des Zweiten Weltkriegs lebt Éva in einer schicken kleinen Wohnung in Deutschland. Sie ist Ende 70 und etwas dement. Als ihre Tochter Léna vorbeikommt und Geburtsurkunden oder die Ausweispapiere der Großmutter als Nachweis der jüdischen Herkunft haben will, um ihre Kinder an einer jüdischen Schule anmelden zu können und auch als Nachfahrin einer Überlebenden des Holocaust von Deutschland eine Entschädigung zu erhalten, gibt es ein Problem. Lénas Großmutter hatte fünf verschiedene Pässe, die alle gefälscht waren, um ihre jüdische Abstammung zu verbergen. Zudem ist ihre Mutter nicht bereit, einen Vorteil aus dem zu schlagen, was ihr widerfahren ist.
„Jonás“
Jonás, Lénas Sohn, ist Schüler an einem Berliner Gymnasium. Der Teenager fühlt sich von seinen nichtjüdischen Mitschülern ausgeschlossen. An diesem Tag fällt der weitere Unterricht aus, weil es an der Schule brannte und die Schüler evakuiert wurden. Jonás hat sich in seine muslimische Mitschülerin Yasmin verliebt. Während seine Mutter stolze Jüdin ist, weiß Jonás nicht genau, wer oder was er ist.

## Produktion

### Filmstab und Entstehungsgeschichte
Der Film erzählt laut den Machern „eine Geschichte, die tief in die psychologischen Untiefen des Holocausts, des Traumas, der persönlichen Identifikation und schlussendlich des wachsenden Antisemitismus in einer scheinbar liberalen Gesellschaft eindringt“. Regie führte Kornél Mundruczó. Das Drehbuch schrieb Kata Wéber, die Lebensgefährtin Mundruczós. Ihre letzte gemeinsame Arbeit war der Film Pieces of a Woman, für den Hauptdarstellern Vanessa Kirby eine Oscar-Nominierung erhielt.

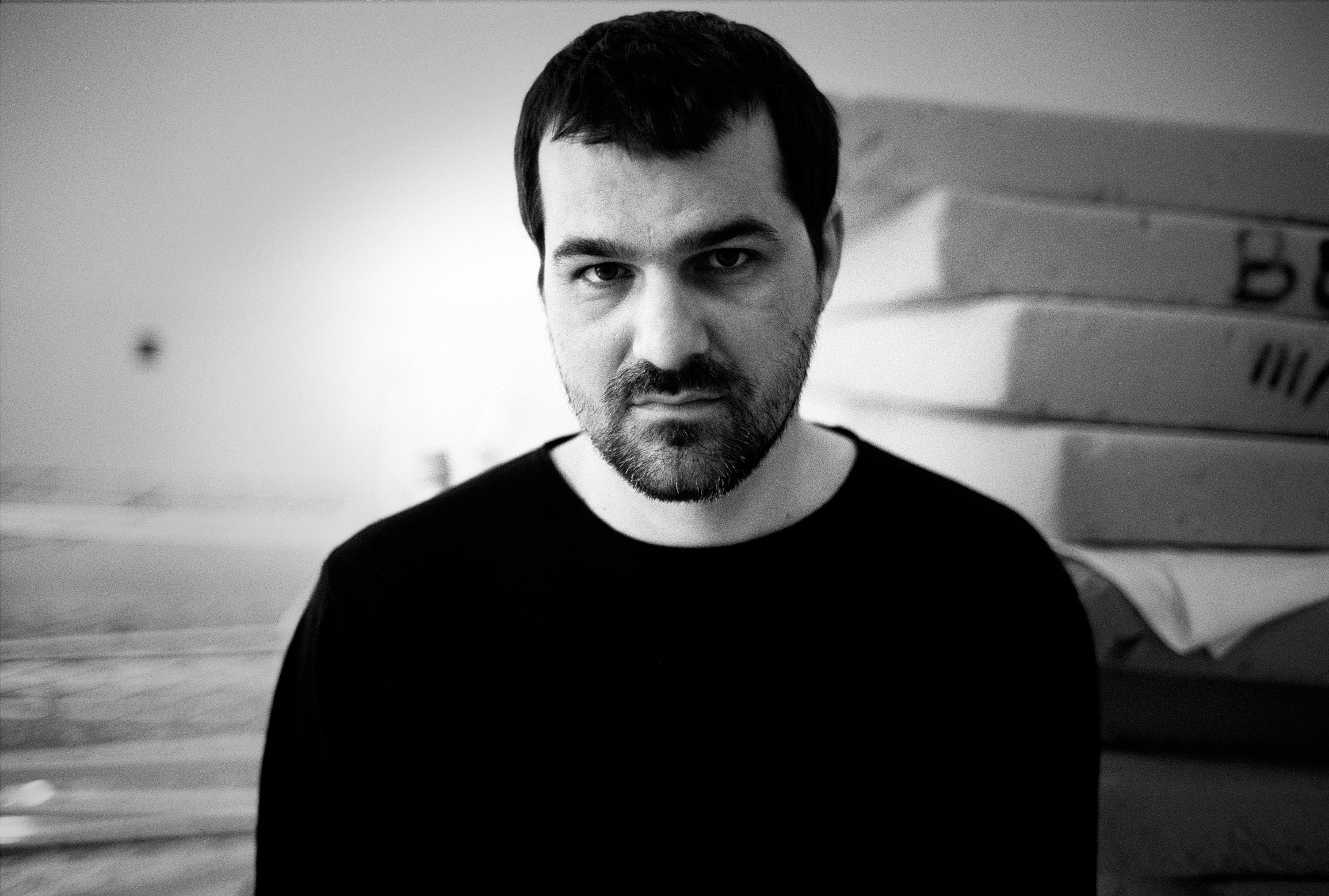
Regisseur Kornél Mundruczó

Mundruczó und Wéber schöpften aus ihren persönlichen Familienerfahrungen, um Evolution zu machen, in dem sie erforschen, was es bedeutet, im modernen Deutschland jüdisch zu sein. „Ab 1945 in Budapest ist die Geschichte von der Geschichte meiner Mutter inspiriert, und in der Berliner Sektion basiert sie auf unseren und den Erfahrungen unserer Freunde, die nach Berlin gezogen sind“, erklärte Wéber. Wéber, deren Mutter den Holocaust überlebte und heute in Berlin lebt, bewegt sich somit über den ganzen Film hinweg auf autobiografischem Terrain.
Mundruczó und Wéber hatten bei der Ruhrtriennale bereits das Musiktheaterstück Evolution vorgestellt, das hier im September 2019 uraufgeführt wurde. Dieses entstand auf der Grundlage von Requiem des österreichisch-ungarischen Komponisten György Ligeti. Zu den beteiligten Schauspielern des Proton Theaters, Mundruczós unabhängiger Theaterkompanie, gehörten im Stück Lili Monori, Annamária Láng, László Katona, Harald Kolaas und Roland Rába.

### Aufbau und Besetzung
Die drei Abschnitte des Films sind nach den Figuren „Éva“, „Léna“ und „Jonás“ benannt, in denen diese als Protagonisten in Erscheinung treten. Im Film sind auch wieder die Schauspielerinnen Monori als Éva, Láng als Léna und auch Katona, Kolaas und Rába von der Aufführung des Proton Theaters zu sehen. Die Nachwuchsschauspieler Padmé Hamdemir und Goya Rego spielen Yasmin und Jonás, die im Zentrum des dritten und längsten Teil des Films stehen.

### Finanzierung, Filmförderung und Dreharbeiten
Der Film wurde von Mundruczós Proton Cinema gemeinsam mit The Match Factory produziert. Das Projekt erhielt von der Mitteldeutschen Medienförderung eine Produktionsförderung in Höhe von 250.000 Euro und von der Film- und Medienstiftung NRW eine Low-Budget-Film Förderung in Höhe von 50.000 Euro.
Zu einem großen Teil fanden die Dreharbeiten in Deutschland statt. In Leipzig entstanden an sechs der insgesamt 12 Drehtage Aufnahmen in der Südvorstadt, so am Immanuel-Kant-Gymnasium, und in Plagwitz. Drehschluss in Leipzig war Mitte Mai 2021. Als Kameramann fungierte Yorick Le Saux.

### Filmmusik, Marketing und Veröffentlichung
Die Filmmusik komponierte Dascha Dauenhauer. Das Soundtrack-Album mit neun Musikstücken wurde im November 2021 als Download veröffentlicht.
Die Premiere erfolgte am 11. Juli 2021 bei den Internationalen Filmfestspielen von Cannes, wo der Film in der Sektion Cannes Première gezeigt wurde. Zudem wurde der Film im Juli 2021 beim Marché du film vorgestellt. Ein erster Trailer wurde kurz vor der Premiere veröffentlicht. Anfang Oktober 2021 wurde er beim Filmfest Hamburg vorgestellt. Ende Februar, Anfang März 2022 wurde er beim Internationalen Film Festival in Belgrad gezeigt. Im April 2022 wurde er beim Seattle International Film Festival vorgestellt. Im August 2022 wurde er beim Melbourne International Film Festival und beim Hong Kong International Film Festival gezeigt. Der Kinostart in Deutschland erfolgte am 25. August 2022.

## Rezeption

### Altersfreigabe und Kritiken
In Deutschland wurde der Film von der FSK ab 12 Jahren freigegeben. In der Freigabebegründung heißt es, kleinere Kinder könne die filmische Darstellung von Gewalt, Folter und Mord im KZ sowie der diskriminierende Sprachgebrauch emotional überfordern. Da die Inszenierung jedoch die Grausamkeit zurückhaltend ins Bild setzt, könnten bereits 12-Jährige diese Aspekte verarbeiten.
Bert Rebhandl schreibt in der Frankfurter Allgemeinen Zeitung, Kornél Mundruczó erzähle den ersten Teil des Films in einer langen Sequenz, die eine ungeschnittene Improvisation suggeriert, ein Spiel zwischen Ebenen des Wirklichen, das schließlich in zwei Momenten gipfelt, die den Anschein von Realismus offensichtlich sprengten. Es wirke dann fast wie eine Konsequenz von Ratlosigkeit, dass der zweite Teil mit einer Art symbolischer Katastrophe endet, die vielleicht auch als hysterische Auflösung der unruhigen Léna lesbar ist. Mundruczó und Drehbuchautorin Kata Wéber wollten deutlich auf sehr grundsätzliche Fragen hinaus und suchten dafür nach einer offenen Form, und die Sicherheit vor den rassistischen Verfolgern erweise sich als Unsicherheit, von der das Leben nach dem Überleben bis in die folgenden Generationen geprägt ist. Mit dem problematischen Begriff der „Evolution“ wolle der Film vielleicht darauf hinauslaufen, dass sich ein allgemeinerer Humanismus gegenüber dem identifizierenden Rassismus durchsetzen könnte, so Rebhandl. Insgesamt sei Evolution ein reichlich merkwürdiger Film, eher ein stark thesenhaft durchsetztes Konstrukt als eine nachvollziehbare Menschenbeobachtung.
Jens Balkenborg schreibt in der Zeit, gerade die ersten beiden Episoden, die von surrealen Überhöhungen gekennzeichnet sind, überzeugten, so wenn nach der verbalen Zeitreise durch Évas Vergangenheit und der leisen Versöhnung zwischen Mutter und Tochter plötzlich das Wasser, das immer mal wieder abgestellt war, aus den Leitungen und Wänden schießt, als wollte es alles hinfort schwemmen, die Zeit, die Erinnerungen, das Leid. Die Odyssee des Enkels Jónás falle dagegen ab, und diese Coming of Age im Vorspulmodus sei zu schematisch geraten, auch wenn es für einen Film, der sich aus der Hölle hocharbeitet, vielleicht dieses optimistische Bild einer zwar nicht sorgenfreien, aber doch „normaleren“ Kindheit und Jugend brauche.

### Auszeichnungen
Vilnius International Film Festival
- Auszeichnung mit dem FIPRESCI-Preis (Kornél Mundruczó)[23]